# Леви, Йехуда
Йехуда Леви (ивр. יהודה לוי‎; род. 1979) — израильский актер и модель.

## Биография

### Детство
Йехуда Леви родился в Петах-Тикве в 1979 году. В раннем возрасте переехал с семьей в Южную Африку, где работали его родители. В 1993 году, когда Леви было 14 лет, его семья вернулась в Израиль и поселился в Тель-Авиве.

### Карьера в кино
В семнадцатилетнем возрасте появился в нескольких эпизодах сериала «Рамат-Авив Гимель» (Ramat Aviv Gimmel). После завершения учебы в школе Тельма Елин, пошёл в армию, где служил командиром группы. После военной службы он снялся в нескольких незначительных ролях в кино, в этот период творчества наиболее заметна его роль в фильме «Как текут слёзы» (Zolgot Hadma’ot Me’atzman). Кроме того, в это время у Леви было несколько ролей в телесериалах, в том числе «Здесь есть любовь» (Lechayey Ha’ahava) и рекламных клипах.
В 2003 году в рамках телевизионного фестиваля в Иерусалиме был представлен фильм «Йосси и Джаггер», главную роль в котором исполнил Йехуда Леви. Фильм получил высокую оценку критиков в Израиле и за его пределами. За роль в этой картине актёр был удостоен премии израильской телеакадемии и том же году на кинофестивале в Далласе премии «Dallas OUT TAKES».

### Личная жизнь
Находился в отношениях с певицей и актрисой Нинетт Тайеб. С 2015 года встречается с моделью Шломит Малкой, в 2017 году женился на ней.

## Фильмография
| Год       |   | Русское название  | Оригинальное название     | Роль                          |
| --------- | - | ----------------- | ------------------------- | ----------------------------- |
| 2011      | ф | Чувство алчности  | For the Love of Money     | Исаак                         |
| 2007      | с | Авторитет         | Ha-Borer                  | Надав Фельдман                |
| 2006      | с | Чемпионка         | Ha-Alufa                  |                               |
| 2005      | ф | Мюнхен            | Munich                    | солдат в аэропорту Тель-Авива |
| 2005      | ф | Династия Шварц    | Shoshelet Schwartz        |                               |
| 2004      | ф | Костер            | Medurat Hashevet          | Йоэль                         |
| 2002      | ф | Йосси и Джаггер   | Yossi & Jagger            | Лиор (Джаггер)                |
| 2001      | с | Здесь есть любовь | Lechayey Ha'ahava         | Гиди Меири                    |
| 1998      | ф | Как текут слёзы   | Zolgot Hadma'ot Me'atzman |                               |
| 1998—2003 | с |                   | Rak Beyisrael             |                               |
| 1996      | с | Рамат-Авив Гимель | Ramat Aviv Gimmel         |                               |